# Jim Weider

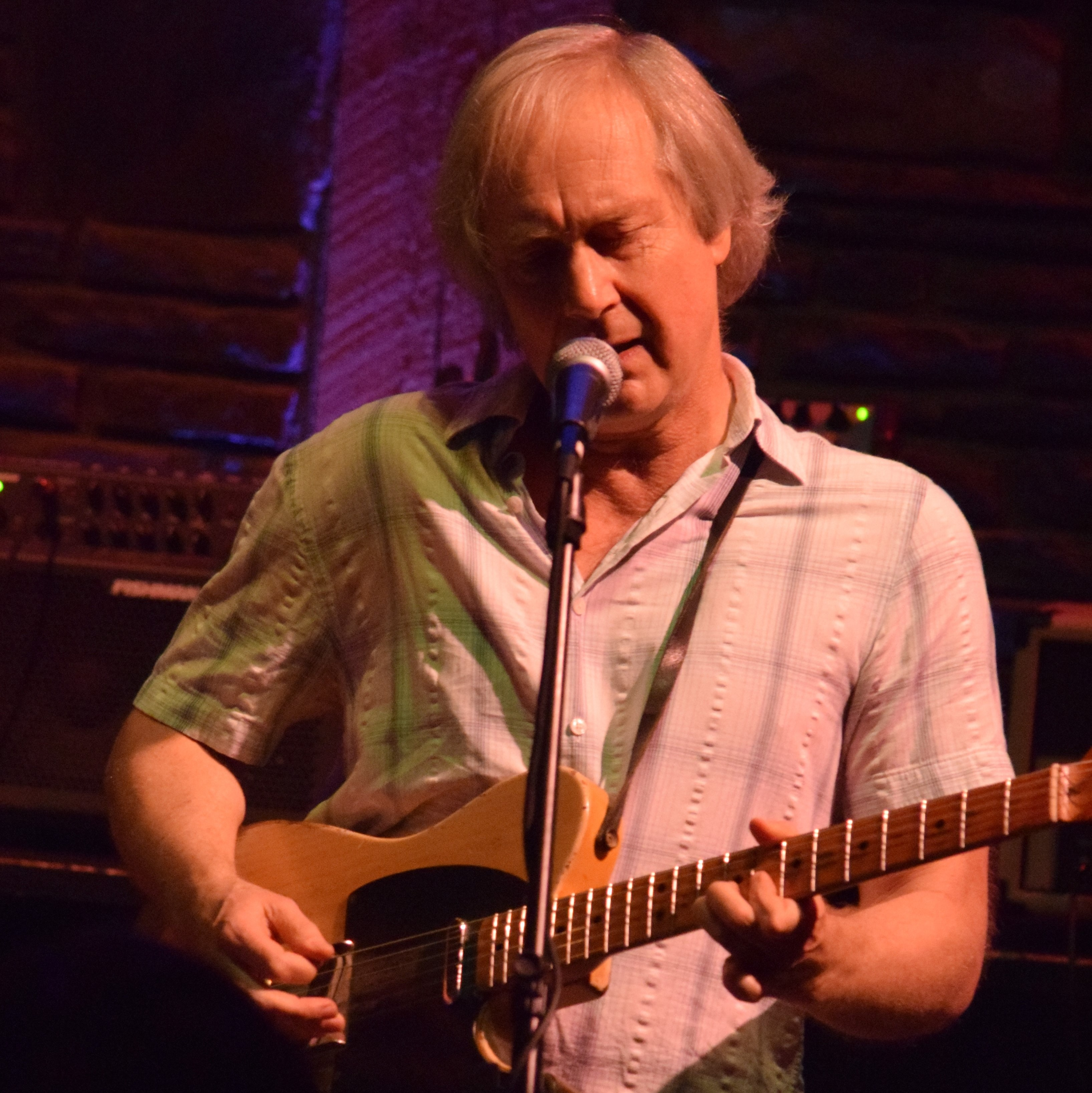
Jim Weider.

Jim Weider (Woodstock, Nueva York, 21 de diciembre de 1951) es un guitarrista conocido por su trabajo junto a The Band. Sirvió de sustituto a Robbie Robertson en la versión reformada de The Band.

## Biografía
Nativo y residente en Woodstock, Nueva York, Weider nació en 1951 y comenzó a tocar la guitarra a la edad de 11 años. Algunas de sus primeras influencias incluían a Chuck Berry, James Burton y Scotty Moore. Durante su adolescencia, conoció a Levon Helm y fue introducido a la música de The Band. Weider pasó a convertirse en un músico de sesión en ciudades como Atlanta, Georgia, y Nashville, Tennessee, si bien volvería a Woodstock al tiempo que fue invitado a formar parte de The Band en 1985, de quien formaría parte hasta la disolución del grupo en 2000 tras la muerte de Rick Danko.
El principal instrumento de Weider es una Fender Telecaster, si bien también toca una guitarra eléctrica Silverstone de los años 60 (especialmente para desempeñar la función de guitarra slide) y una Guild Starfire III. Como amplificador, Weider usa una combinación de amplificadores de la marca Fender y de su propia firma, JW40, diseñada en colaboración con Fargen Amplification, Inc.
De forma adicional a su trabajo con The Band y con su propia banda, The Jim Weider Band, Weider ha tocado y grabado con otros músicos, incluyendo Robbie Dupree, Dr. John, Graham Parker, Keith Richards y Bob Weir.